# Ору
Ору (фр. Auroux) насеље је и општина у јужној Француској у региону Лангдок-Русијон, у департману Лозер која припада префектури Манд.
По подацима из 2011. године у општини је живело 420 становника, а густина насељености је износила 11,97 становника/km². Општина се простире на површини од 35,09 km². Налази се на средњој надморској висини од 950 метара (максималној 1.271 m, а минималној 909 m).

## Демографија
| 1962. | 1968. | 1975. | 1982. | 1990. | 1999. | 2011. |
| ----- | ----- | ----- | ----- | ----- | ----- | ----- |
| 654   | 561   | 504   | 438   | 395   | 380   | 420   |

График промене броја становника у току последњих година